# 職業生涯
職業生涯是一個人學習與工作的歷程。記載這些歷程的文件就是履歷。

### 职业选择
雖然人們可以自由选择雇主和职业。实际上，好工作和理想工作相對稀缺並且竞争激烈，很多情況下人們從事某一職業並非出於愛好而是純粹出於生計。 

### 职业变化
變更职业是大多數人职业生涯中不可避免的情況。劳动力市场狀況也並非一成不變。 人们想要改变职业的原因有很多。有时，职业转变可能是裁员的结果。 